# 김효기
김효기(한국 한자: 金孝基, 1986년 7월 3일 ~ )는 대한민국의 축구 선수이며 포지션은 포워드이다.

## 축구인 경력

### 선수 경력
2010년 울산 현대에 입단하였으나 첫 시즌 1경기 출전에 그쳤다. 2011년 중반 울산 현대미포조선으로 임대 이적하여 후반기 12경기에 출전하여 6골을 기록하였고 플레이오프에서 팀의 우승을 이끌어 챔피언 결정전 MVP에 선정되었다. 2013년 공익 근무를 위하여 화성 FC로 임대 이적하였다. 화성 FC에서 창단 첫 챌린저스리그 우승을 이끄는 등 좋은 활약을 펼치고 최우수선수에 선정되었다.
공익 근무를 마치고 2015년 FC 안양으로 임대 이적하였고, 2016 시즌을 앞두고 전북 현대로 이적하였고 28번을 배정받았다.
그러나 쟁쟁한 전북 현대의 공격수들 사이에 기회를 잡지 못하고 선발 출장 0회, 보루시아 도르트문트와의 친선 경기 교체출장, ACL 조별리그 빈즈엉 FC전 교체로 14분 출장에 그치며 7월 1일, 좋은 기억이 남았던 FC 안양으로 완전 이적하며 70번을 배정받았다.
아니나 다를까, 울산 현대로 이적한 부주장 정재용을 대신해 부주장을 임명받고 13경기 4골을 넣었고, 후반기 부상당한 안성빈을 대신해 팀을 이끌었지만 중간에 부상을 당해 출장을 하지 못하였고 결국 FC 안양의 최종 순위는 9위에 그치며 2016 시즌을 마무리지었다. 2017년 시즌 종료후 K리그 클래식 경남 FC로 이적 하였다.
2020시즌을 앞두고 광주 FC에 입단했다.

## 수상
울산현대미포조선
- 내셔널리그 : 우승 (2011)

 화성 FC
- K3리그 : 우승 (2014)